# Graubauch-Schattenkolibri
Der Graubauch-Schattenkolibri (Phaethornis augusti), manchmal auch Kappeneremit genannt, ist eine Vogelart aus der Familie der Kolibris (Trochilidae). Die Art hat ein großes Verbreitungsgebiet in den südamerikanischen Ländern Kolumbien, Venezuela, Guyana und Brasilien. Der Bestand wird von der IUCN als „nicht gefährdet“ (Least Concern) eingestuft.

## Merkmale
Der Graubauch-Schattenkolibri erreicht bei einem Körpergewicht von lediglich ca. 5,3 g eine Körperlänge von etwa 13,2 cm, wobei der leicht gebogene Schnabel 3,6 cm lang ist. Die Basis des Unterschnabels ist rot. Die Oberseite ist graubraun. Der Bürzel und die Oberschwanzdecken sind hell rötlich-braun. Die schwarze Gesichtsmaske ist durch je einen weißen Hinteraugen- und Wangenstrich unterteilt. Die blasse braungraue Unterseite wird an den zentralen Kehlfedern von einem weißen Strich durchzogen. Der bronzegrüne mittlere Teil der Schwanzfedern wird von langen weißen Spitzen abgelöst. Der Rest des Schwanzes ist dunkel und von vielen weißen Sprenkeln durchzogen.

## Verhalten
In rascher Folge wechseln Graubauch-Schattenkolibris von einer Blüte zur anderen und suchen diese regelmäßig auf (Traplining). Hierfür nutzen sie vorwiegend Pflanzen der unteren Straten. Dabei sind sie besonders neugierig und zutraulich. Gelegentlich schweben sie vor dem Gesicht von Beobachtern, tanzen dann mit wackelndem Schwanz davon und kommen nach kurzer Zeit zur zweiten Betrachtung zurück. Bereitwillig fliegen sie in offene Fenster und Türen von Häusern und Fahrzeugen und verharren z. B. vor dem Spiegel schwirrend. Sie sammeln kleine Insekten oder Spinnen von laublosen Zweigen, von Laub und aus Spinnweben und huschen von hier nach dort, immer in ständiger Eile. Die Männchen singen von verstreut liegenden Balzplätzen, wie das auch bei anderen Arten dieser Gattung der Fall ist.

## Fortpflanzung
Das kelchförmige Nest wird an nach unten baumelnden Fäden bzw. Fasern oder mit Schlamm verfestigten Spinnwebsträngen unter großen Blättern an Seitenstreifen von Straßen oder Brückendurchlässen, sogar an Decken von Häusern angebracht. Das Gelege besteht aus zwei Eiern, die Bebrütung dauert 20 Tage und die Nestlinge werden nach ca. 26 Tagen flügge. In Aragua in Venezuela brüten Graubauch-Schattenkolibris von Dezember bis April.

## Lautäußerungen
Der Ruf klingt wie ein sehr hohes eindringliches tsio-tsio, sis-sis-sis, das sie beständig immer wieder bis zu 40-mal wiederholen. Während des Gesangs wippen sie mit ihrem Schwanz nach unten. Das kann alleine oder in Gruppen geschehen.

## Verbreitung und Lebensraum
Graubauch-Schattenkolibris findet man meist im Dickicht und in der Nähe von trockenen bis leicht feuchten Waldrändern. Ganz selten sind sie auch in feuchten Wäldern anzutreffen. Am Orinoco sind sie auch in Galeriewäldern oder an Mauritia-Nutzpflanzen präsent. Besonders oft findet man sie in den trockenen Gebieten des Nationalparks Henri Pittier. Dabei bewegen sie sich in Höhen zwischen 250 und 2500 Metern.

## Unterarten
Es sind drei Unterarten bekannt:

Verbreitungsgebiet (grün) des Graubauch-Schattenkolibris

- Phaethornis augusti curiosus Wetmore, 1956[4] – Diese Unterart kommt in der Sierra Nevada de Santa Marta im Nordosten Kolumbiens vor. Sie ist wesentlich blasser, als die Nominatform. Die Kehle und die Unterschwanzdecken sind mehr weiß, die Oberseite gräulicher mit weniger grüner Tönung.[4]
- Phaethornis augusti augusti (Bourcier, 1847)[5] – Die Nominatform kommt in den Ostanden Kolumbiens, der Serranía de la Macarena bis in den Norden Venezuelas vor.
- Phaethornis augusti incanescens (Simon, 1921)[6] – Diese Unterart ist an den Tepuis im Südosten Venezuelas sowie in den angrenzenden Gebieten im Westen Guyanas und dem Norden Brasiliens verbreitet. Der bei den anderen Unterarten bronzegrüne mittlere Teil der Schwanzfedern ist bei dieser Unterart rotbraun gefärbt.[6]

## Etymologie und Forschungsgeschichte
Jules Bourcier beschrieb den Graubauch-Schattenkolibri unter dem Namen Trochilus augusti. Das Typusexemplar stammt aus der Gegend von Caracas. 1827 führte William Swainson die Gattung Phaethornis für den Langschwanz-Schattenkolibri (Phaethornis superciliosus (Linnaeus, 1766)) ein, der später auch der Graubauch-Schattenkolibri zugeordnet wurde.
Der Begriff Phaethornis leitet sich aus den griechischen Wörtern φαέθων phaéthōn für „leuchtend, strahlend“ und ὄρνις órnis für „Vogel“ ab. Der Name augusti ist Auguste Sallé (1820–1896) gewidmet, der das Typusexemplar gefangen hatte und das Verhalten der Graubauch-Schattenkolibris studierte. Curiosus ist das lateinische Wort für „neugierig“. Auch incanescens ist lateinischen Ursprungs und bedeutet „gräulich, ergraut“.